# Taeniophyllum antennatum
Taeniophyllum antennatum är en orkidéart som beskrevs av André Schuiteman och De Vogel. Taeniophyllum antennatum ingår i släktet Taeniophyllum och familjen orkidéer. Inga underarter finns listade i Catalogue of Life.